# 别内站
别内站（：／ Byeollae yeok */?）是首都圈電鐵8號線和首都圈電鐵京春線沿線交會的一座轉乘車站，同時也是8號線的起點車站，位於韓國京畿道南楊州市別內洞。韓語副站名是「三育大學」（삼육대학교），但實際上與該校距離相當遙遠。

## 車站構造
兩線站體皆為2面2線的側式月台，8號線為地下車站，京春線則為高架車站，候車月台均設有月台幕門。

### 8號線月台

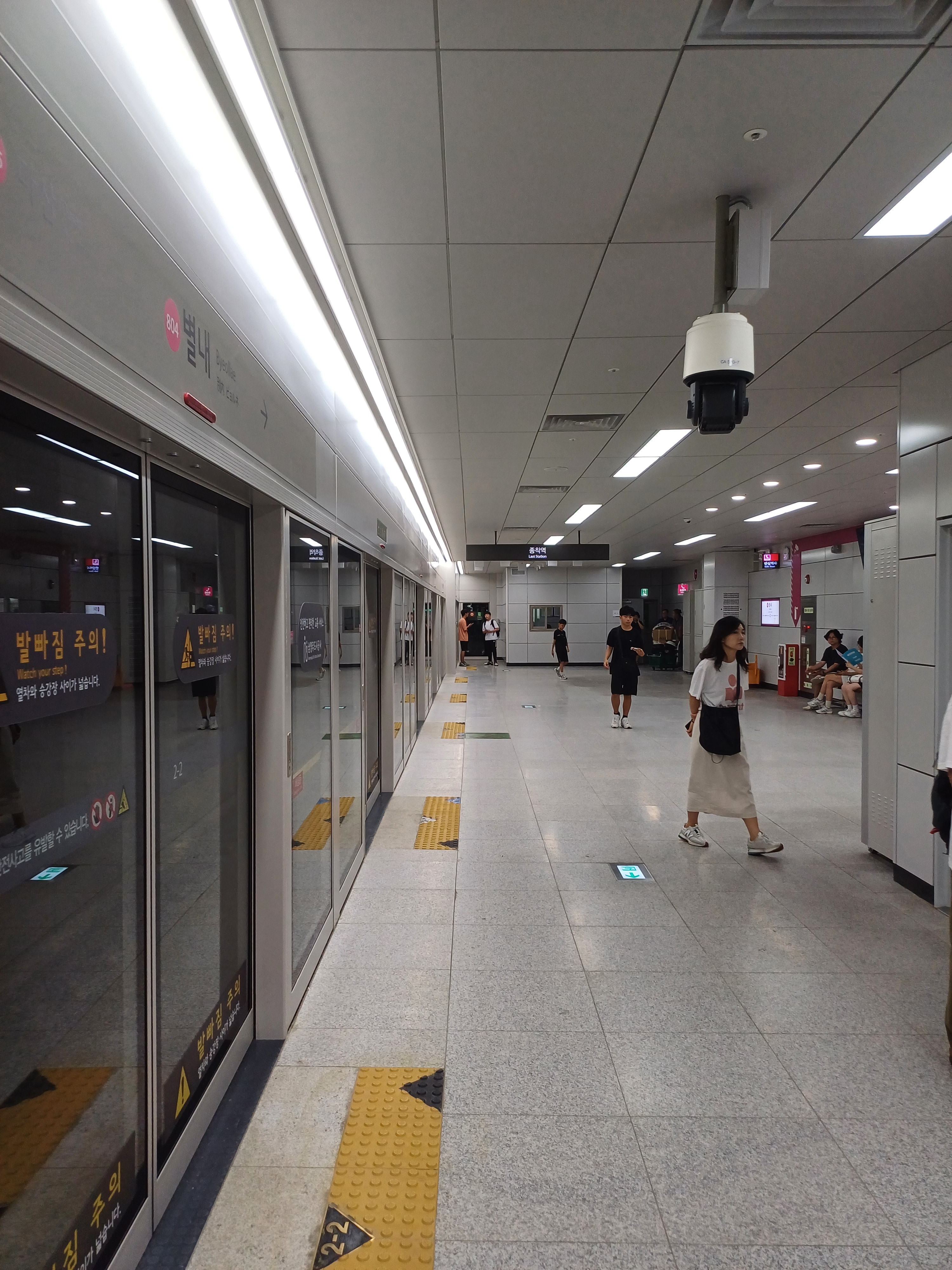
8號線候車月台

| 起終點站 |
| \| 上    |
| ↓ 茶山   |

| 月台 | 路線           | 目的地                                           |
| ---- | -------------- | ------------------------------------------------ |
| 上行 | ●首爾地鐵8號線 | 本站終着                                         |
| 下行 | ●首爾地鐵8號線 | 九里、千戶、蠶室、石村、可樂市場、福井、牡丹方向 |

### 京春線月台

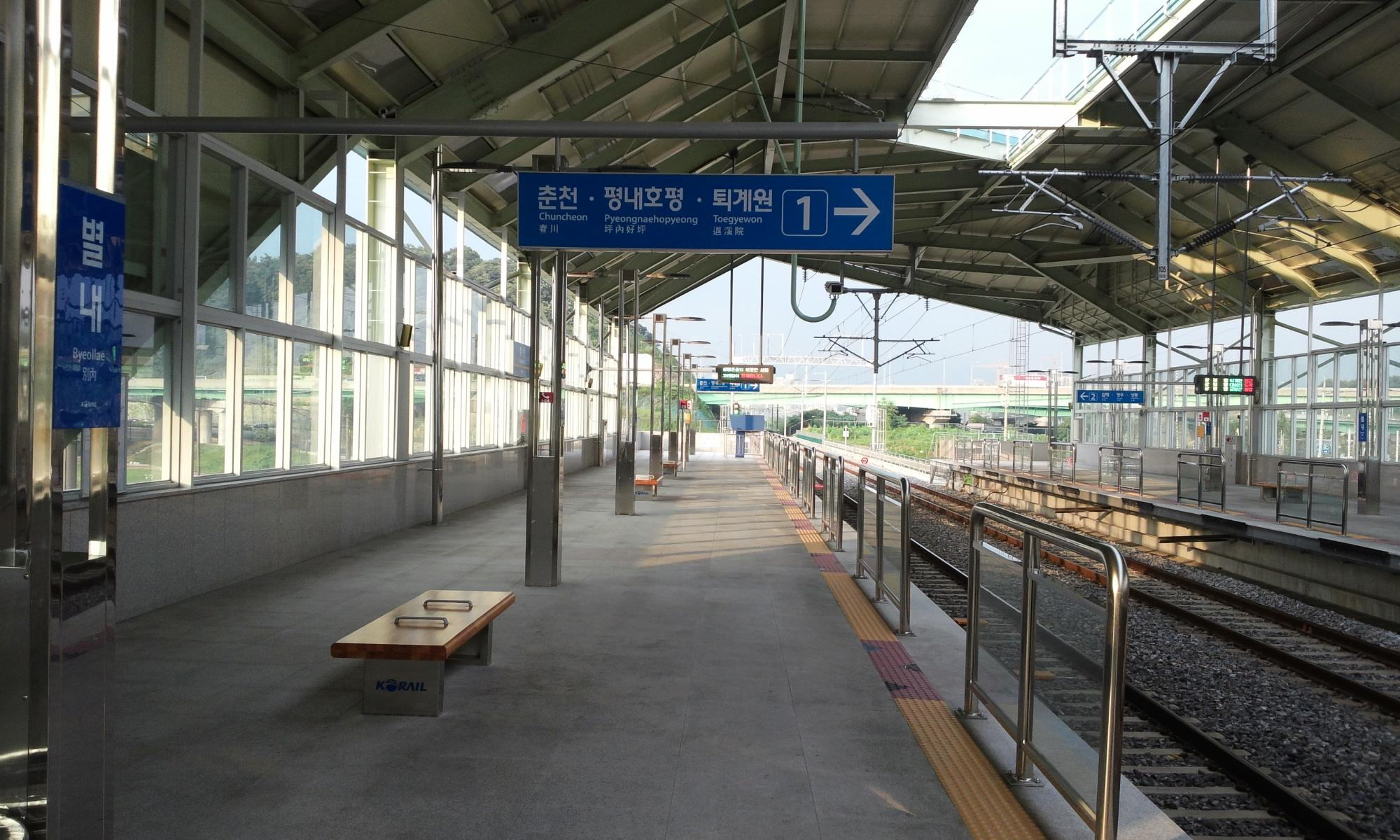
京春線候車月台

| ↑ 葛梅   |
| \| １    |
| 退溪院 ↓ |

| 月台 | 路線              | 目的地                     |
| ---- | ----------------- | -------------------------- |
| 1    | ●首都圈電鐵京春線 | 退溪院、坪內好坪、春川方向 |
| 2    | ●首都圈電鐵京春線 | 清涼里、上鳳、葛梅方向     |

## 歷史
- 2012年12月15日：落成啟用。
- 2024年8月10日：8號線站體開通。

## 車站周邊
- 別內新都市（朝鲜语：별내신도시）
- 別內Noblesse廣場
- E-mart別內店
- 首都圈一環高速公路別內交流道·退溪院交流道

## 圖片

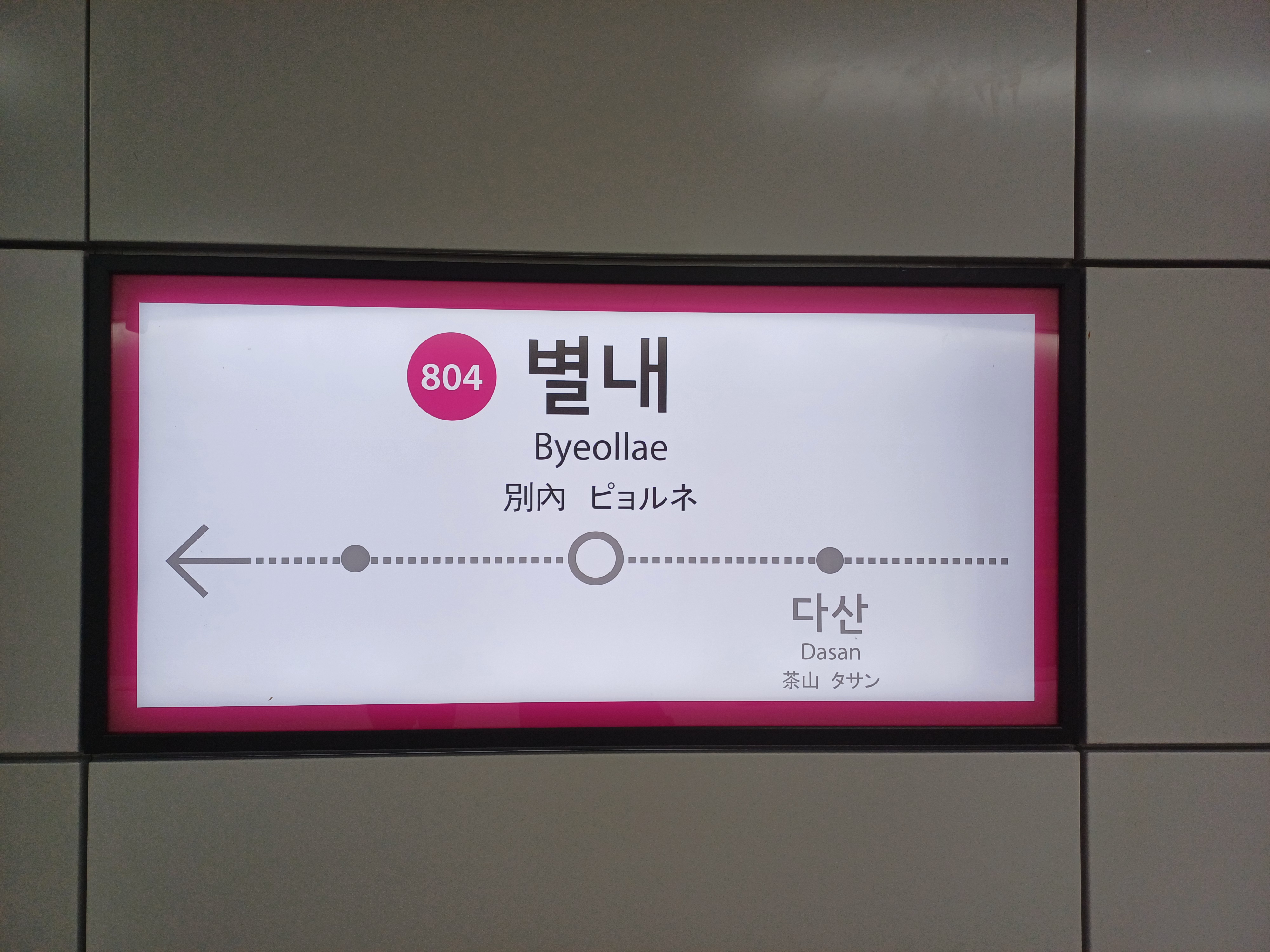
8號線站名牌
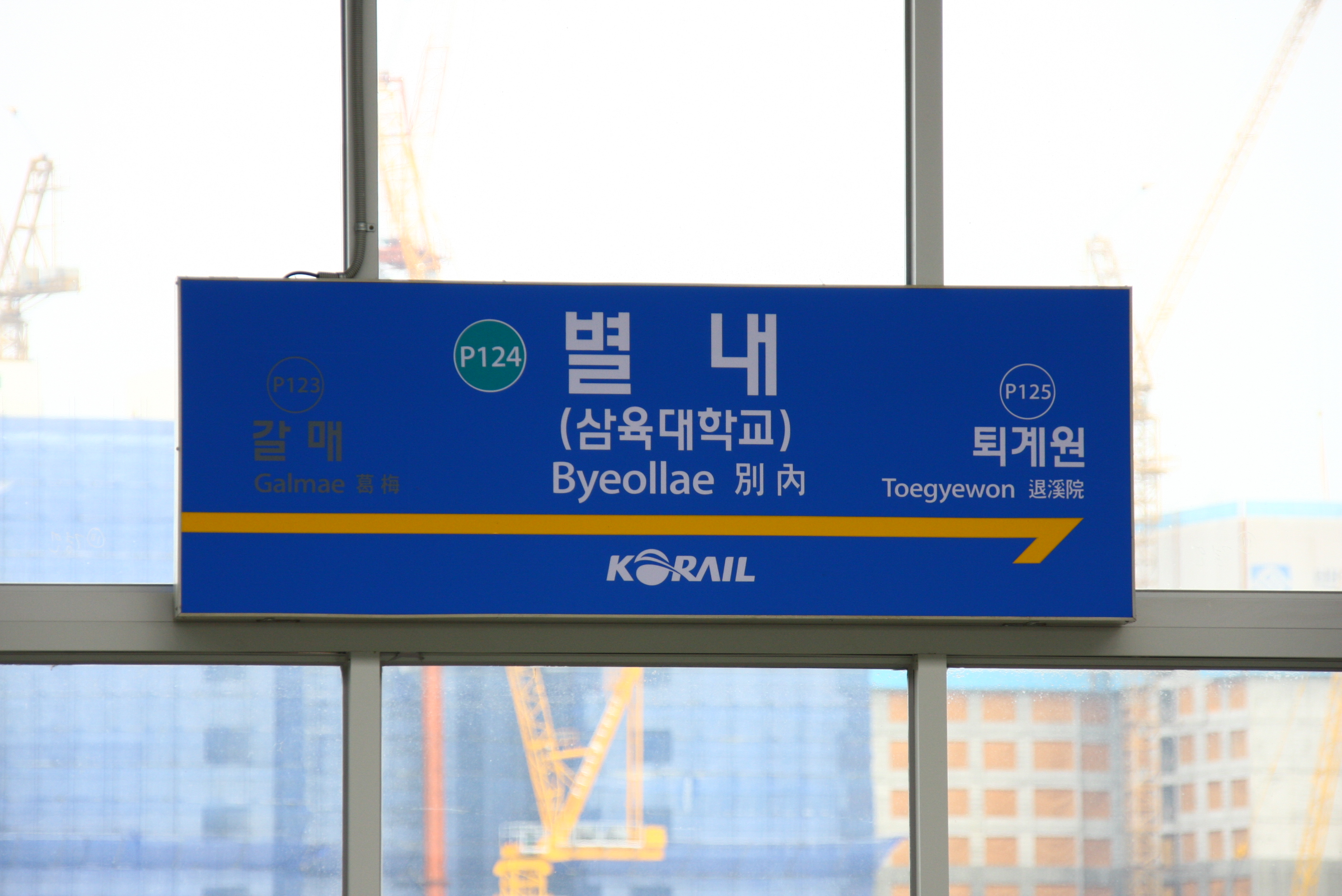
京春線站名牌
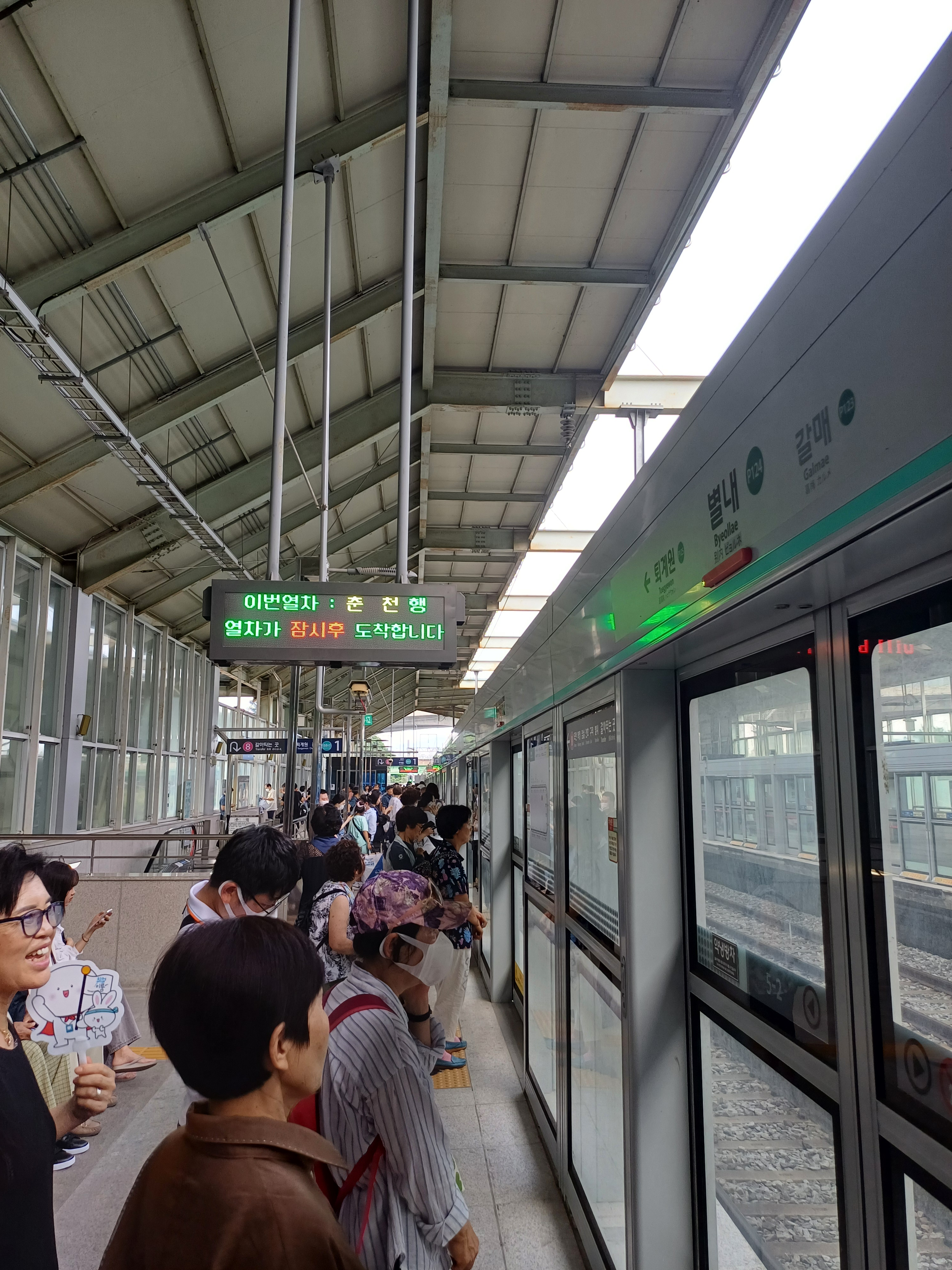
京春線月台
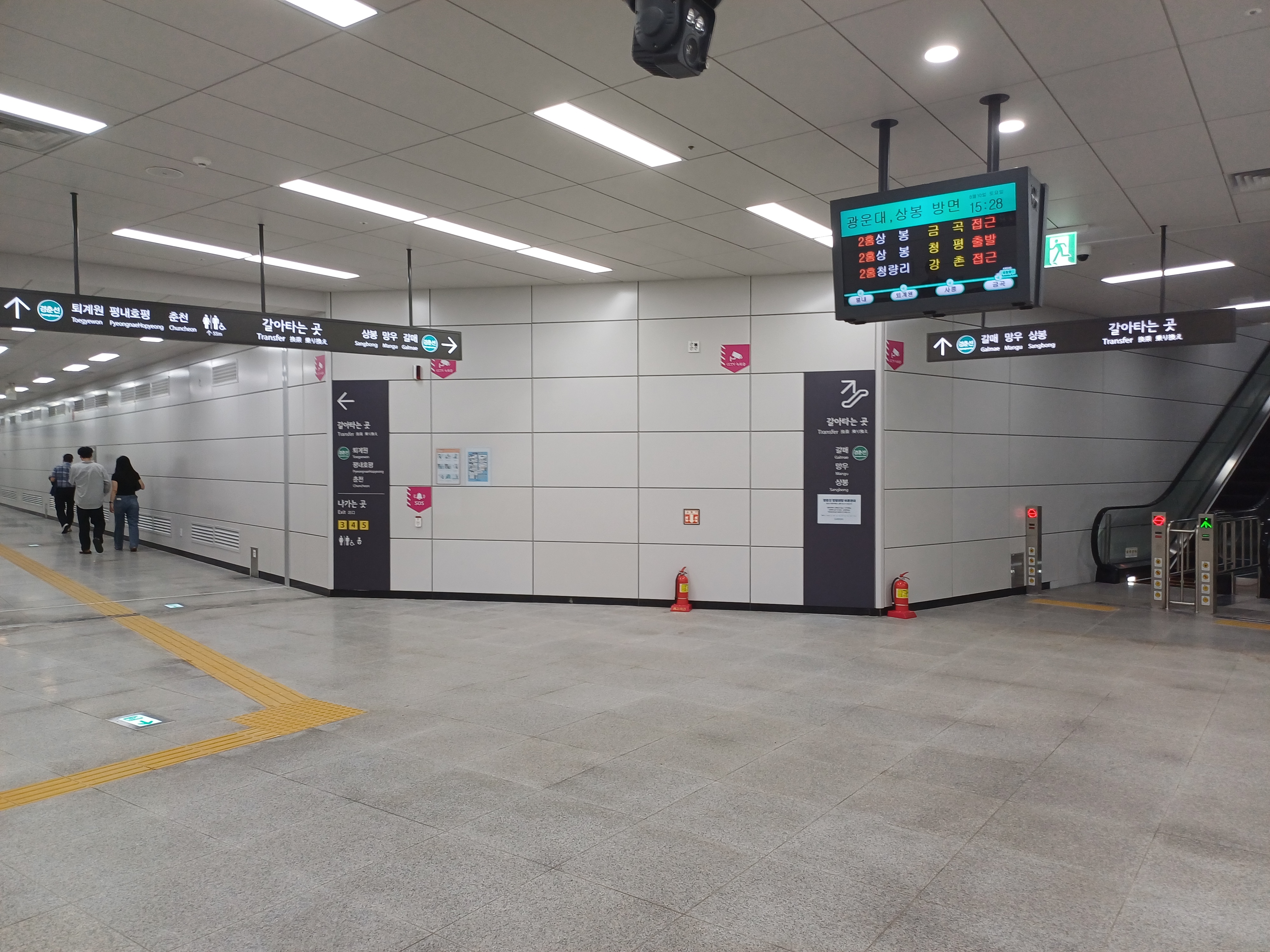
轉乘通道
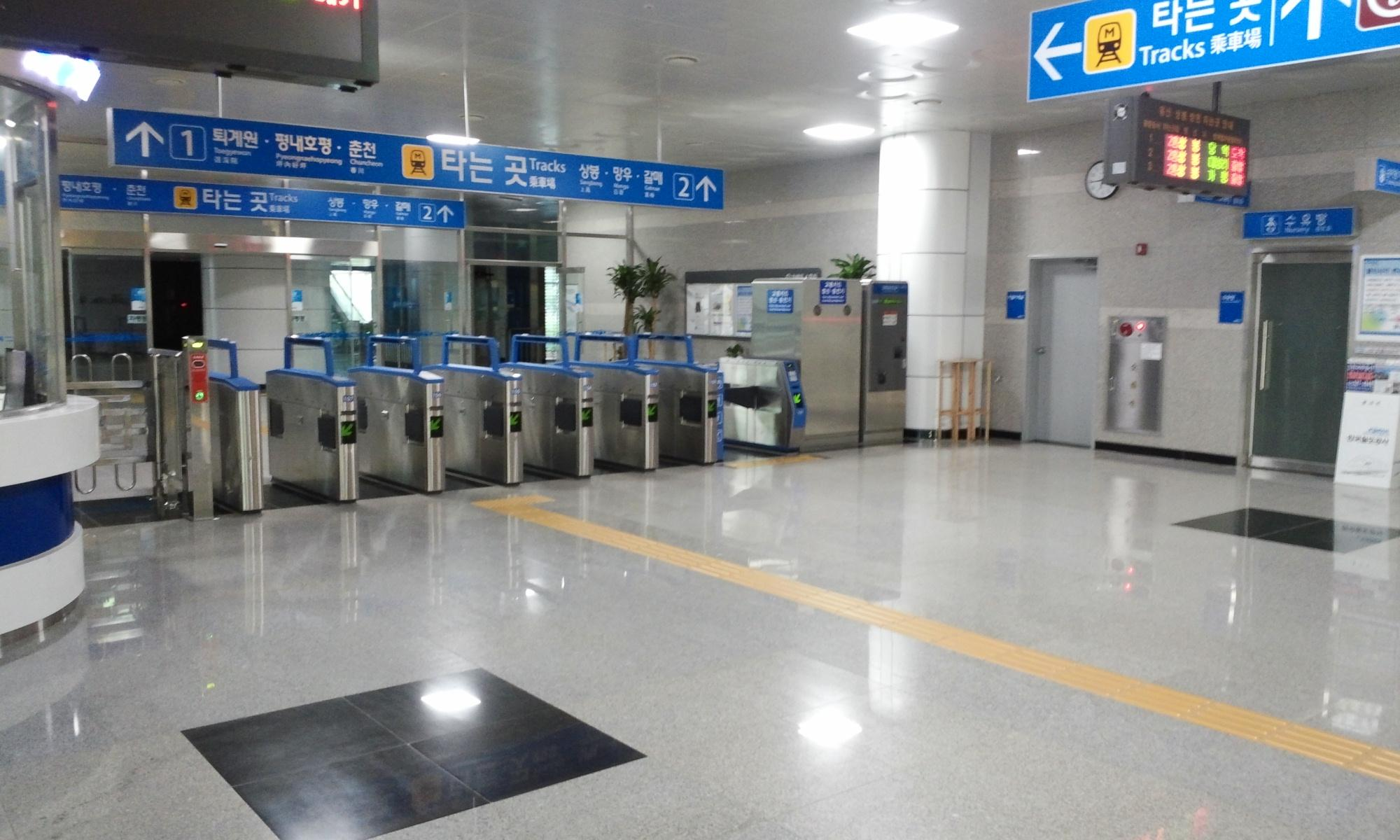
剪票閘口
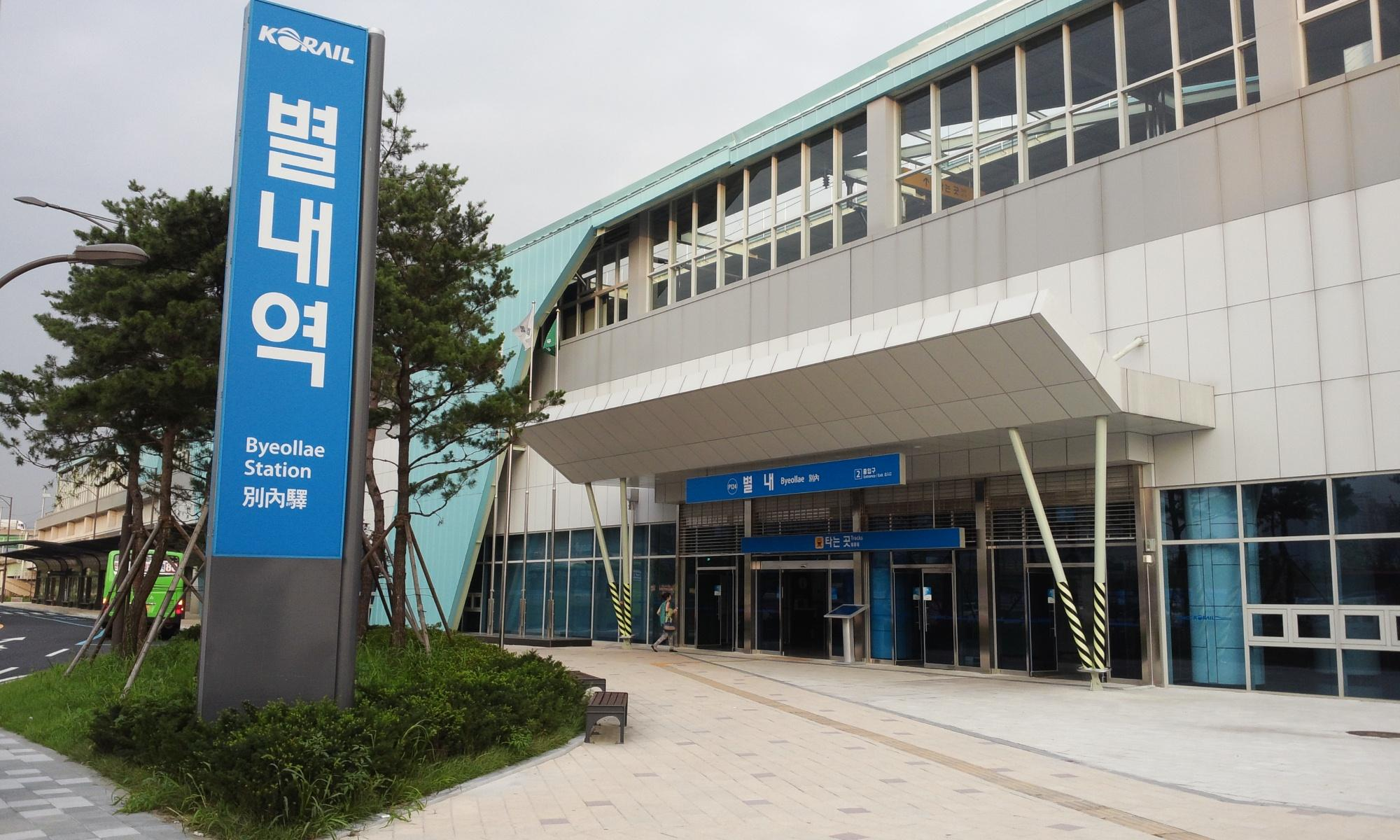
2號出口
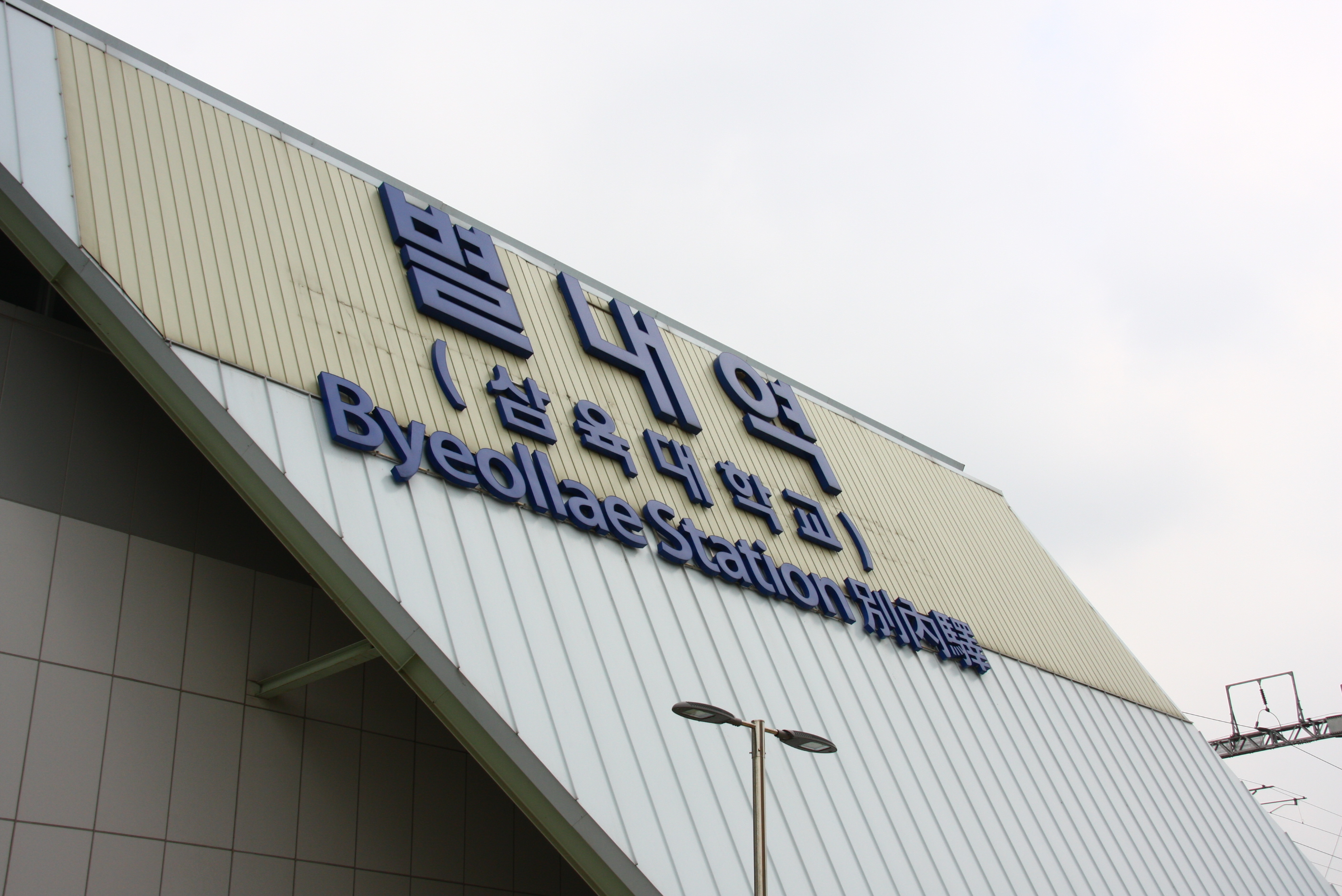
站名標示

## 相鄰車站
首爾交通公社
●首爾地鐵8號線
别內（804）－茶山（805）
韓國鐵道公社
●首都圈電鐵京春線
急行、緩行
葛梅（K123）－别內（P124）－退溪院（P125）